# Podnawka
Podnawka (Echeneis naucrates) – gatunek ryby okoniokształtnej z rodziny podnawkowatych (Echeneidae). Jest gatunkiem kosmopolitycznym występującym w ciepłych morzach.

## Charakterystyka

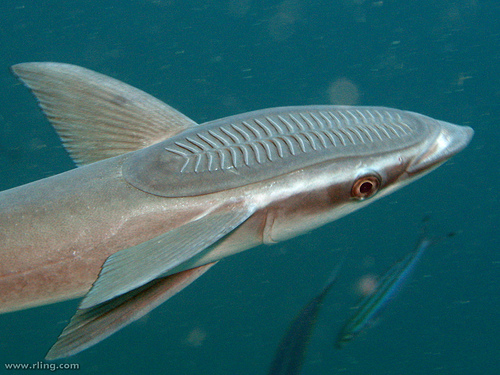
Podnawka z widoczną przyssawką na stronie grzbietowej

Ciało podnawki jest wydłużone i smukłe, o długości maksymalnie 110 cm, jednak typową długością ciała jest 66 cm. Długość podnawki stanowi jedenasto- albo dwunastokrotność jej szerokości. Ponadto długość ciała jest około 5,5 razy większa niż długość jej głowy. Natomiast długość przyssawki stanowi trzykrotność jej szerokości, a liczba poprzecznych listew waha się między 20 a 24, choć niektóre źródła podają od 21 do 28 listew. Ponadto przyssawka podnawek sięga prawie środka płetwy piersiowej. Płetwa odbytowa posiada 29–41 miękkich promieni, a druga płetwa grzbietowa – 32-42. Płetwy piersiowe podnawki są spiczasto zakończone. Są one osadzone wysoko. Posiadają one 21-24 promienie. Ciało podnawki jest barwy ciemnobrązowej, z horyzontalną pręgą pośrodku. Po bokach podnawki często spotykane są ciemnoniebieskie smugi. U dorosłych osobników płetwa ogonowa, płetwa odbytowa i druga płetwa grzbietowa są prawie czarne, jasne są jedynie końce najdłuższych promieni płetwy ogonowej i płetwy odbytowej. Łuski pokrywające ciało podnawki są małe, cykloidalne. Dorosłe osobniki obu płci są trudne do rozróżnienia.

## Występowanie
Podnawka występowała pierwotnie w Oceanie Indyjskim, Oceanie Atlantyckim i Oceanie Spokojnym. Podnawka jest gatunkiem kosmopolitycznym rozprzestrzenionym w ciepłych morzach. Obecnie nie występuje jednak we wschodnim Pacyfiku. Przedstawicieli tego gatunku można znaleźć w zachodniej części Atlantyku – od Nowej Szkocji, Kanady, Bermudów, do Urugwaju, oraz we wschodnio-centralnej części Oceanu Atlantyckiego u wybrzeży Madery.

## Ekologia
Osobniki tego gatunku występują w otwartych ciepłych wodach. Żyją w strefie pelagialnej. Podnawki przebywają najczęściej na głębokości od 1 do 85 m. Osobniki opisywanego gatunku występują często w pobliżu raf koralowych. Młode ryby osiągnąwszy 3 cm długości, zaczynają się przyczepiać za pomocą swej przyssawki do większych morskich zwierząt. Najczęściej są to drapieżniki, takie jak rekiny, żółwie morskie czy delfiny. Podnawki mogą być w ten sposób transportowane na duże odległości.  
Dieta podnawek różni się znacząco w zależności od rozmiaru i sytuacji. Młode ryby często pełnią funkcję czyścicieli w stałych pozycjach (tzw. cleaning station) wykorzystywanych przez inne ryby do pozbywania się pasożytów. Te żywią się przede wszystkim drobnymi pasożytniczymi skorupiakami takimi jak widłonogi, równonogi i małżoraczki. 
Ryba podróżująca wraz z innym zwierzęciem morskim nadal odżywia się pasożytami, jednak wzbogaca swoją dietę o resztki pożywienia pozostawione przez nosiciela, a także o drobne kręgowce złapane za pomocą filtrowania wody przez zęby podczas podróży. Bez nosiciela ryba pozostaje w pobliżu brzegu, często w grupach, i żywi się skorupiakami, kałamarnicami i drobnymi rybami innych gatunków. W skład diety podnawek wchodzą m.in. kraby z rodziny Diogenidae, a także kałamarnice z rodziny Loliginidae. 
Rozród podnawek został na razie mało poznany. Tarło odbywa się najczęściej w miesiącach wiosennych i letnich. Aczkolwiek w wodach Morza Śródziemnego osobniki tego gatunku trą się późnym latem oraz na jesieni. Ikra podnawek jest mała, kulista, pelagiczna. Sperma wydostaje się na zewnątrz ciała samca przez specjalnie wykształcony przewód. Zapłodnienie jest zewnętrzne. Po zapłodnieniu jaja są zamykane w twardej skorupce, która chroni je przed uszkodzeniami i wysychaniem. Młode osobniki osiągają rozmiary od 4,7 do 7,5 mm długości. Ich ciało nie jest w pełni wykształcone. U młodych podnawek zaczynają wykształcać się małe zęby na górnej szczęce oraz duże zęby na szczęce dolnej. Przedstawiciele opisywanego gatunku osiągają dojrzałość płciową w wieku od trzech do pięciu lat.

## Znaczenie dla gospodarki
Znaczenie podnawki dla gospodarki jest zarówno pozytywne, jak i negatywne. Ponieważ mięso podnawki jest tłuste, osobniki tego gatunku były cenionymi rybami konsumpcyjnymi. Obecnie ich mięso, choć jadalne, nie ma większego znaczenia gospodarczego. 
W niektórych miejscach o tropikalnym klimacie, np. u wybrzeży Zanzibaru, północnej Australii czy nad Morzem Karaibskim, podnawki używane są do połowu żółwi. W przeszłości ten sposób połowu był stosowany w wielu rejonach świata: rybacy przywiązywali linę do podnawki i wypuszczali ją w morze, a gdy ta przyczepiła się do większego nosiciela – wyciągali obie ryby z wody.
Podnawki czasem przyczepiają się za pomocą swej przyssawki do spodów statków; starożytni Grecy wierzyli, że są one w stanie zatrzymać statek lub nawet go uszkodzić; podobne sugestie pojawiają się także we współczesnych źródłach. Zostało zarejestrowanych także kilka przypadków, kiedy podnawka przyczepiła się do człowieka.

## Aktualne kierunki badań naukowych
Ze względu na słabo poznane oddziaływania pomiędzy rekinami a podnawkami badania naukowe dotyczą symbiotycznego związku między rekinami należącymi do gatunku Negaprion brevirostris oraz podnawkami. Badania te skupiają się na zjawisku czyszczenia jamy gębowej rekinów N. brevirostris przez podnawki. Inny nurt badań naukowych dotyczy mechanizmu działania przyssawki podnawki oraz oporu, jaki muszą pokonywać osobniki tego gatunku przyczepione do ciała większego zwierzęcia.